# 2016년 하계 올림픽 복싱
2016년 하계 올림픽 복싱 토너먼트는 2016년 8월 6일부터 21일까지 리오센트로의 파빌리온 6에서 열렸다. 그러나 복싱 경기는 특정 시합의 결과가 조작됐다는 의혹이 제기되면서 논란에 휩싸였다. 이러한 우려는 2021년에 발표된 보고서에서 확인되었다.

## 대회 형식
2013년 3월 23일, 아마추어 국제 복싱 협회는 형식에 큰 변화를 가져왔다. 2010년에 시작된 AIBA의 프로 팀 리그인 복싱 월드 시리즈(World Series of Boxing)를 통해 팀원들은 이미 2012년 올림픽 자격을 유지할 수 있었다. AIBA와 5년 계약을 체결하고 토너먼트에 앞서 프로 카드로 경쟁하는 프로들로 구성된 최신 AIBA 프로 복싱 토너먼트는 또한 새로운 프로들이 올림픽 자격을 유지하고 국가 위원회와의 관계를 유지할 수 있는 경로를 제공한다. 남자 복서의 헤드기어를 없애고 "10점 필수" 채점 시스템을 채택함으로써 아마추어와 프로 형식 간의 구분이 더욱 명확해졌다.
2012년 형식과 유사하게 남자 선수들은 다음 10개 종목에 출전했다.
- 라이트플라이급(49kg)
- 플라이급(52kg)
- 밴텀급(56kg)
- 라이트급(60kg)
- 라이트웰터급(64kg)
- 웰터급(69kg)
- 미들급(75kg)
- 라이트헤비급(81kg)
- 헤비급(91kg)
- 슈퍼헤비급(+91kg)

여자 부문에는 다음 세 가지 종목에 출전할 수 있는 자격이 주어졌다.
- 플라이급(51kg)
- 라이트급(60kg)
- 미들급(75kg)

## 참여 국가
- 알제리 (8)
- 아르헨티나 (7)
- 아르메니아 (5)
- 오스트레일리아 (3)
- 아제르바이잔 (11)
- 벨라루스 (3)
- 브라질 (9)
- 불가리아 (3)
- 카메룬 (4)
- 캐나다 (3)
- 카보베르데 (1)
- 중앙아프리카 공화국 (1)
- 중화인민공화국 (11)
- 콜롬비아 (5)
- 콩고 공화국 (2)
- 크로아티아 (2)
- 쿠바 (10)
- 도미니카 공화국 (2)
- 에콰도르 (4)
- 이집트 (4)
- 미크로네시아 연방 (1)
- 피지 (1)
- 핀란드 (1)
- 프랑스 (11)
- 독일 (6)
- 가나 (1)
- 영국 (12)
- 아이티 (1)
- 온두라스 (1)
- 헝가리 (2)
- 인도 (3)
- 이란 (1)
- 이라크 (1)
- 아일랜드 (8)
- 이탈리아 (7)
- 일본 (2)
- 요르단 (2)
- 카자흐스탄 (12)
- 케냐 (3)
- 키르기스스탄 (1)
- 대한민국 (1)
- 레소토 (2)
- 리투아니아 (2)
- 모리셔스 (2)
- 멕시코 (6)
- 몽골 (6)
- 모로코 (10)
- 나미비아 (2)
- 네덜란드 (3)
- 나이지리아 (1)
- 파나마 (1)
- 파푸아뉴기니 (1)
- 필리핀 (2)
- 폴란드 (2)
- 푸에르토리코 (1)
- 카타르 (2)
- 루마니아 (1)
- 러시아 (11)
- 세이셸 (1)
- 스페인 (2)
- 스웨덴 (1)
- 중화 타이베이 (2)
- 타지키스탄 (1)
- 태국 (5)
- 트리니다드 토바고 (1)
- 튀니지 (2)
- 튀르키예 (6)
- 투르크메니스탄 (1)
- 우간다 (2)
- 우크라이나 (5)
- 미국 (8)
- 우즈베키스탄 (11)
- 바누아투 (1)
- 베네수엘라 (8)
- 미국령 버진아일랜드 (1)
- 잠비아 (1)